# Schwimmeuropameisterschaften 2012
| Medaillenspiegel (Endstand nach 40 Wettbewerben) | Medaillenspiegel (Endstand nach 40 Wettbewerben) | Medaillenspiegel (Endstand nach 40 Wettbewerben) | Medaillenspiegel (Endstand nach 40 Wettbewerben) | Medaillenspiegel (Endstand nach 40 Wettbewerben) | Medaillenspiegel (Endstand nach 40 Wettbewerben) |
| Platz                                            | Land                                             | G                                                | S                                                | B                                                | Gesamt                                           |
| ------------------------------------------------ | ------------------------------------------------ | ------------------------------------------------ | ------------------------------------------------ | ------------------------------------------------ | ------------------------------------------------ |
| 1                                                | Ungarn                                           | 9                                                | 10                                               | 7                                                | 26                                               |
| 2                                                | Deutschland                                      | 8                                                | 6                                                | 3                                                | 17                                               |
| 3                                                | Italien                                          | 6                                                | 8                                                | 4                                                | 18                                               |
| 4                                                | Frankreich                                       | 4                                                | 4                                                | 3                                                | 11                                               |
| 5                                                | Spanien                                          | 3                                                | 1                                                | 3                                                | 7                                                |
| 6                                                | Schweden                                         | 2                                                | 4                                                | 2                                                | 8                                                |
| 7                                                | Norwegen                                         | 2                                                | 0                                                | 1                                                | 3                                                |
| 8                                                | Griechenland                                     | 1                                                | 0                                                | 5                                                | 6                                                |
| 9                                                | Israel                                           | 1                                                | 0                                                | 4                                                | 5                                                |
| 10                                               | Tschechien                                       | 1                                                | 0                                                | 2                                                | 3                                                |
| 11                                               | Slowenien                                        | 1                                                | 0                                                | 1                                                | 2                                                |
| 12                                               | Polen                                            | 1                                                | 0                                                | 0                                                | 1                                                |
| 12                                               | Serbien                                          | 1                                                | 0                                                | 0                                                | 1                                                |
| 14                                               | Vereinigtes Königreich                           | 0                                                | 2                                                | 0                                                | 2                                                |
| 15                                               | Ukraine                                          | 0                                                | 1                                                | 2                                                | 3                                                |
| 16                                               | Russland                                         | 0                                                | 1                                                | 1                                                | 2                                                |
| 17                                               | Estland                                          | 0                                                | 1                                                | 0                                                | 1                                                |
| 17                                               | Irland                                           | 0                                                | 1                                                | 0                                                | 1                                                |
| 17                                               | Kroatien                                         | 0                                                | 1                                                | 0                                                | 1                                                |
| 17                                               | Niederlande                                      | 0                                                | 1                                                | 0                                                | 1                                                |
| 21                                               | Österreich                                       | 0                                                | 0                                                | 1                                                | 1                                                |
| 21                                               | Rumänien                                         | 0                                                | 0                                                | 1                                                | 1                                                |
| 21                                               | Belarus                                          | 0                                                | 0                                                | 1                                                | 1                                                |
| Gesamt                                           | Gesamt                                           | 40                                               | 41                                               | 41                                               | 122                                              |

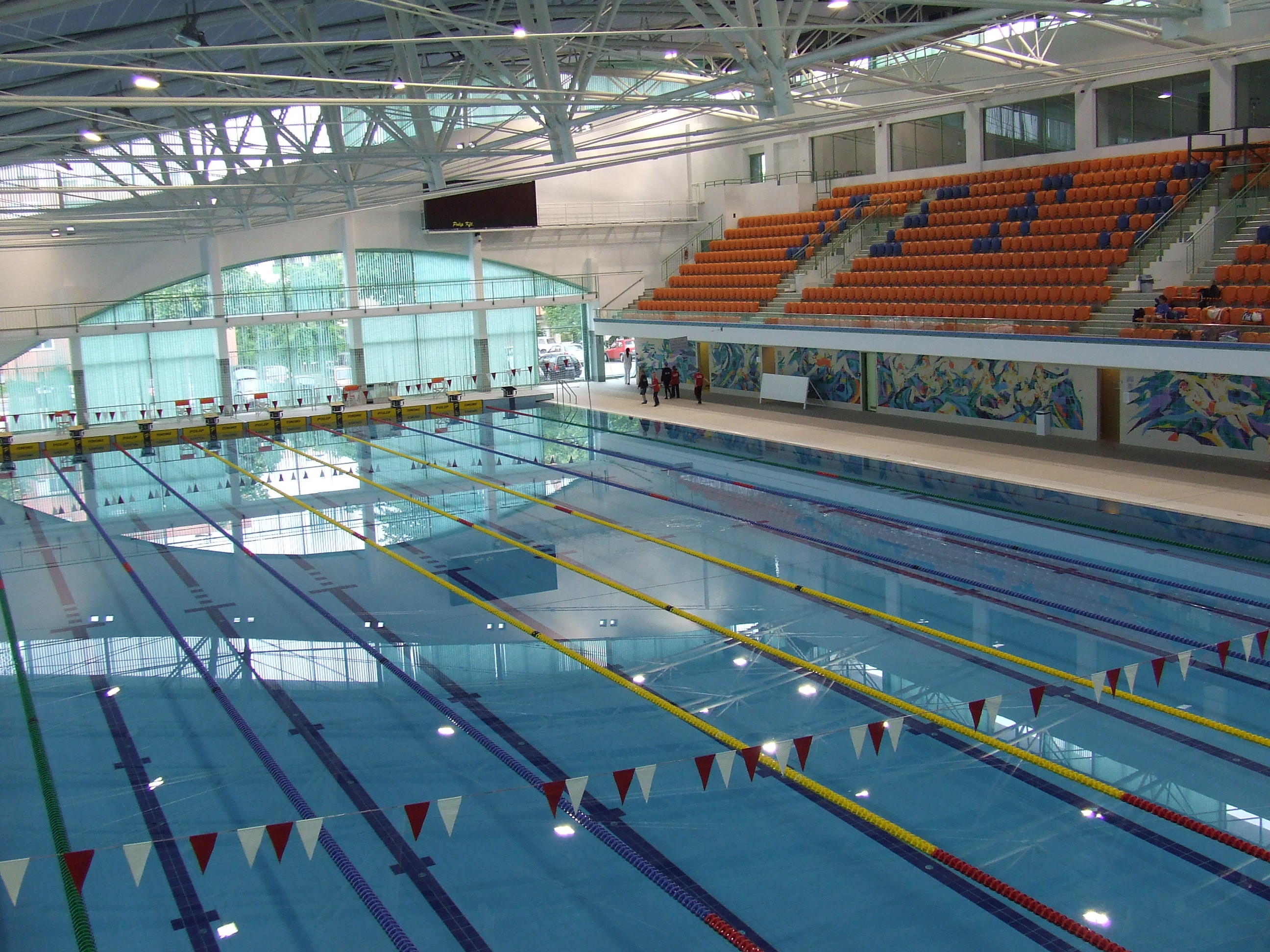
Debrecen Swimming Pool Complex (2008)

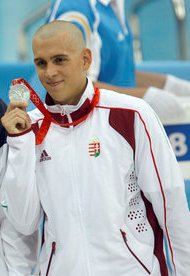
Erfolgreichster EM-Teilnehmer: der Ungar László Cseh

Die 31. Schwimmeuropameisterschaften fanden vom 21. bis 27. Mai 2012 in Debrecen (Ungarn) statt und wurden vom Europäischen Schwimmverband (LEN) organisiert. Damit war Ungarn zum fünften Mal Gastgeberland dieser Veranstaltung, nachdem 1926, 1958, 2006 und 2010 die Titelkämpfe jeweils in der Hauptstadt Budapest abgehalten worden waren. Gleichzeitig war es für das Land der fünfte ausgerichtete große Schwimmsportwettbewerb innerhalb von sieben Jahren.
Ursprünglich hatten die europäischen Titelkämpfe in Antwerpen (Belgien) stattfinden sollen. Mitte Februar 2012 wurden aber finanzielle Probleme seitens der belgischen Veranstalter und die Verlegung der Beckenschwimmwettbewerbe nach Debrecen bekannt. Die ungarischen Organisatoren hatten zuvor versichert, den ursprünglichen Veranstaltungstermin einzuhalten. Die ebenfalls in Antwerpen geplanten Wettbewerbe im Wasserspringen fanden vom 15. bis 21. Mai als eigenständige Titelkämpfe in Eindhoven (Niederlande) statt, wo auch die Europameisterschaften im Synchronschwimmen (23. bis 27. Mai) abgehalten wurden. Die Freiwassereuropameisterschaften waren bereits im Dezember 2011 an die italienische Stadt Piombino vergeben worden, die diese im September ausrichtete.
Die Schwimmeuropameisterschaften fielen in den trainingsintensiven Zeitraum der Vorbereitung auf den Saisonhöhepunkt, die Olympischen Sommerspiele in London (Beckenwettbewerbe: 28. Juli bis 4. August 2012). Für viele Teilnehmer war es auch die letzte Möglichkeit, sich für die Spiele zu qualifizieren. Obwohl der Europäische Schwimmverband im Vorfeld eine Rekordteilnehmerzahl von 570 Schwimmern aus 44 der 51 LEN-Mitgliedernationen bekanntgegeben hatte, nahmen einige favorisierte Athleten nicht teil. Dazu zählten beispielsweise die Niederländerin Ranomi Kromowidjojo (dreifache Medaillengewinnerin bei den Schwimmweltmeisterschaften 2011) und der Franzose Yannick Agnel (Europameister 2010 über 400 Meter Freistil). Die Frankfurter Rundschau kritisierte, dass dadurch die olympische Kernsportart Schwimmen ein paar Nummern kleiner ausfallen würde, auf das „Niveau eines Schwimmfests“.
Zur Eröffnung der Wettkämpfe wurde mit einem Film an den norwegischen Schwimmer Alexander Dale Oen erinnert. Der Welt- und zweifache Europameister über die 100-Meter-Brustdistanz war am 30. April 2012 während eines Höhentrainingslagers in den Vereinigten Staaten verstorben und hätte am 21. Mai, der Eröffnung der Schwimm-EM, seinen 27. Geburtstag begangen. Die norwegischen Teilnehmer ehrten ihn, indem sie schwarze Badekappen mit seinen Initialen („A.D.O.“) trugen.
Für Deutschland, das in der Nationenwertung hinter Gastgeber Ungarn Platz zwei belegte, war es mit acht Gold-, sechs Silber- und drei Bronzemedaillen die erfolgreichste Schwimm-EM seit den Titelkämpfen in Berlin (2002). Österreich (eine Bronzemedaille für Markus Rogan über 200 Meter Lagen) und die Schweiz (kein Medaillengewinn) konnten sich im Vergleich zur vorangegangenen EM nicht verbessern. Erfolgreichster Teilnehmer war der ungarische Schmetterlings- und Lagenspezialist László Cseh (3 Gold-, 1 Silber- und 2 Bronzemedaillen). Erfolgreichste deutsche Starter waren die Freistilschwimmer Britta Steffen (3 Gold- und eine Silbermedaille) und Paul Biedermann (3 Goldmedaillen).

## Wettkampfstätte
Die Beckenschwimmwettbewerbe fanden im Debrecen Swimming Pool Complex statt. Die Anlage war eigens für die 2007 veranstalteten Kurzbahneuropameisterschaften errichtet worden. Die Schwimmhalle verfügt über ein 50-Meter-Schwimmbecken mit Olympiamaßen und einen 25-Meter-Aufwärmpool. Die Halle bietet insgesamt 2200 Besuchern Platz.

## Teilnehmende Nationen
| Erfolgreichsten Teilnehmer (mit mind. zwei Goldmedaillen) | Erfolgreichsten Teilnehmer (mit mind. zwei Goldmedaillen) | Erfolgreichsten Teilnehmer (mit mind. zwei Goldmedaillen) | Erfolgreichsten Teilnehmer (mit mind. zwei Goldmedaillen) | Erfolgreichsten Teilnehmer (mit mind. zwei Goldmedaillen) | Erfolgreichsten Teilnehmer (mit mind. zwei Goldmedaillen) | Erfolgreichsten Teilnehmer (mit mind. zwei Goldmedaillen) | Erfolgreichsten Teilnehmer (mit mind. zwei Goldmedaillen) |
| Rang                                                      | Sportler                                                  | Land                                                      | Stilarten                                                 | Gold                                                      | Silber                                                    | Bronze                                                    | Gesamt                                                    |
| --------------------------------------------------------- | --------------------------------------------------------- | --------------------------------------------------------- | --------------------------------------------------------- | --------------------------------------------------------- | --------------------------------------------------------- | --------------------------------------------------------- | --------------------------------------------------------- |
| 1                                                         | László Cseh                                               | Ungarn                                                    | Schmetterling, Lagen                                      | 3                                                         | 1                                                         | 2                                                         | 6                                                         |
| 2                                                         | Katinka Hosszú                                            | Ungarn                                                    | Schmetterling, Lagen                                      | 3                                                         | 1                                                         | —                                                         | 4                                                         |
| 2                                                         | Britta Steffen                                            | Deutschland                                               | Freistil                                                  | 3                                                         | 1                                                         | —                                                         | 4                                                         |
| 4                                                         | Paul Biedermann                                           | Deutschland                                               | Freistil                                                  | 3                                                         | —                                                         | —                                                         | 3                                                         |
| 5                                                         | Filippo Magnini                                           | Italien                                                   | Freistil                                                  | 2                                                         | 2                                                         | —                                                         | 4                                                         |
| 6                                                         | Frédérick Bousquet                                        | Frankreich                                                | Freistil                                                  | 2                                                         | 1                                                         | —                                                         | 3                                                         |
| 6                                                         | Jenny Mensing                                             | Deutschland                                               | Rücken                                                    | 2                                                         | 1                                                         | —                                                         | 3                                                         |
| 6                                                         | Fabio Scozzoli                                            | Italien                                                   | Brust                                                     | 2                                                         | 1                                                         | —                                                         | 3                                                         |
| 6                                                         | Sarah Sjöström                                            | Schweden                                                  | Freistil, Schmetterling                                   | 2                                                         | 1                                                         | —                                                         | 3                                                         |
| 10                                                        | Federica Pellegrini                                       | Italien                                                   | Freistil                                                  | 2                                                         | —                                                         | 1                                                         | 3                                                         |
| 10                                                        | Sarah Poewe                                               | Deutschland                                               | Brust                                                     | 2                                                         | —                                                         | 1                                                         | 3                                                         |

Insgesamt wurden für die Beckenschwimmwettbewerbe 570 Schwimmer aus 44 der 51 in der LEN organisierten Nationen gemeldet, was einen neuen Rekord darstellt. Die meisten Teilnehmer stellte Italien (49 gemeldete Athleten), gefolgt von Gastgeber Ungarn (36) und Deutschland (35). Laut den Regelungen des Europäischen Schwimmverbandes konnten maximal vier Athleten aus demselben Land an einem Wettbewerb teilnehmen, maximal zwei am Halbfinale und Finale.
| - Andorra - Belgien - Bosnien und Herzegowina - Bulgarien - Deutschland - Estland - Färöer - Finnland - Frankreich - Georgien - Griechenland - Irland - Island - Israel - Italien - Kroatien - Lettland - Liechtenstein - Litauen - Luxemburg - Nordmazedonien - Moldau | - Montenegro - Niederlande - Norwegen - Österreich - Polen - Portugal - Rumänien - Russland - San Marino - Schweden - Schweiz - Serbien - Slowakei - Slowenien - Spanien - Tschechien - Türkei - Ukraine - Ungarn - Vereinigtes Königreich - Belarus - Zypern |

## Wettbewerbe und Zeitplan
Es wurden seitens des europäischen Dachverbands für Wassersport LEN nur Wettkämpfe im Beckenschwimmen ausgetragen.
Legende zum nachfolgend dargestellten Wettkampfprogramm:
|  | Eröffnungs- und Abschlusszeremonie | 9 | Vorläufe | 5 | Halbfinalwettkämpfe | 4 | Finalentscheidungen |

Letzte Spalte: Gesamtanzahl der Entscheidungen
| Eröffnung           |    |    |    |    |    |    |    |     |
| Vorläufe            | 9  | 5  | 6  | 5  | 6  | 5  | 4  | 40  |
| Halbfinalwettkämpfe | 5  | 4  | 5  | 3  | 5  | 4  | 0  | 26  |
| Finalentscheidungen | 4  | 5  | 5  | 7  | 4  | 7  | 8  | 40  |
| Abschluss           |    |    |    |    |    |    |    |     |
| Insgesamt           | 18 | 14 | 16 | 15 | 15 | 16 | 12 | 106 |

Die Vorläufe fanden jeweils vormittags ab 9:30 Uhr, die Halbfinal- und Finalwettkämpfe am Nachmittag ab 17 Uhr statt.

## Ergebnisse – Männer

### Freistil

#### 50 Meter Freistil
Finale am 27. Mai:
| Platz | Land         | Athlet              | Zeit  |
| ----- | ------------ | ------------------- | ----- |
| 1     | Frankreich   | Frédérick Bousquet  | 21,80 |
| 2     | Schweden     | Stefan Nystrand     | 22,04 |
| 3     | Ukraine      | Andrij Howorow      | 22,18 |
| 4     | Finnland     | Ari-Pekka Liukkonen | 22,22 |
| 4     | Italien      | Marco Orsi          | 22,22 |
| 4     | Griechenland | Kristian Gkolomeev  | 22,22 |
| 7     | Frankreich   | Alain Bernard       | 22,24 |
| 8     | Rumänien     | Norbert Trandafir   | 22,65 |

#### 100 Meter Freistil
Finale am 25. Mai:
| Platz | Land        | Athlet            | Zeit  |
| ----- | ----------- | ----------------- | ----- |
| 1     | Italien     | Filippo Magnini   | 48,77 |
| 2     | Frankreich  | Alain Bernard     | 48,95 |
| 3     | Rumänien    | Norbert Trandafir | 49,13 |
| 4     | Frankreich  | Amaury Leveaux    | 49,16 |
| 5     | Ungarn      | Dominik Kozma     | 49,17 |
| 6     | Deutschland | Marco di Carli    | 49,18 |
| 7     | Belgien     | Pieter Timmers    | 49,19 |
| 8     | Belgien     | Dieter Dekoninck  | 49,42 |

#### 200 Meter Freistil
Finale am 23. Mai:
| Platz | Land                   | Athlet                   | Zeit    |
| ----- | ---------------------- | ------------------------ | ------- |
| 1     | Deutschland            | Paul Biedermann          | 1:46,27 |
| 2     | Frankreich             | Amaury Leveaux           | 1:47,69 |
| 3     | Ungarn                 | Dominik Kozma            | 1:47,72 |
| 4     | Deutschland            | Tim Wallburger           | 1:47,75 |
| 5     | Schweiz                | Dominik Meichtry         | 1:48,53 |
| 6     | Russland               | Wjatscheslaw Andrussenko | 1:49,34 |
| 7     | Italien                | Alex Di Giorgio          | 1:49,45 |
| 8     | Vereinigtes Königreich | Robert Renwick           | 1:49,57 |

#### 400 Meter Freistil
Finale am 21. Mai:
| Platz | Land                   | Athlet            | Zeit    |
| ----- | ---------------------- | ----------------- | ------- |
| 1     | Deutschland            | Paul Biedermann   | 3:47,84 |
| 2     | Ungarn                 | Gergő Kis         | 3:48,09 |
| 3     | Italien                | Samuel Pizzetti   | 3:48,66 |
| 4     | Vereinigtes Königreich | Robert Renwick    | 3:50,46 |
| 5     | Frankreich             | Sébastien Rouault | 3:50,62 |
| 6     | Italien                | Gabriele Detti    | 3:51,92 |
| 7     | Russland               | Jewgeni Kulikow   | 3:52,57 |
| 8     | Ungarn                 | Patrik Rakos      | 3:52,80 |

#### 800 Meter Freistil
Finale am 25. Mai:
| Platz | Land       | Athlet               | Zeit    |
| ----- | ---------- | -------------------- | ------- |
| 1     | Ungarn     | Gergő Kis            | 7:49,46 |
| 2     | Italien    | Gregorio Paltrinieri | 7:52,23 |
| 3     | Ukraine    | Serhij Frolow        | 7:52,81 |
| 4     | Frankreich | Sébastien Rouault    | 7:53,78 |
| 5     | Italien    | Gabriele Detti       | 7:56,16 |
| 6     | Russland   | Jewgeni Kulikow      | 7:59.90 |
| 7     | Ukraine    | Maksym Schemberew    | 8:00.96 |
| 8     | Österreich | David Brandl         | 8:03,28 |

#### 1500 Meter Freistil
Finale am 23. Mai:
| Platz | Land        | Athlet               | Zeit     |
| ----- | ----------- | -------------------- | -------- |
| 1     | Italien     | Gregorio Paltrinieri | 14:48,92 |
| 2     | Ungarn      | Gergő Kis            | 14:58,15 |
| 3     | Ungarn      | Gergely Gyurta       | 15:04,38 |
| 4     | Italien     | Samuel Pizzetti      | 15:09,83 |
| 5     | Frankreich  | Anthony Pannier      | 15:12,02 |
| 6     | Deutschland | Jan Wolfgarten       | 15:13,68 |
| 7     | Ukraine     | Serhij Frolow        | 15:13,99 |
| 8     | Deutschland | Sören Meissner       | 15:19,50 |

### Rücken

#### 50 Meter Rücken
Finale am 24. Mai:
| Platz | Land         | Athlet                 | Zeit  |
| ----- | ------------ | ---------------------- | ----- |
| 1     | Israel       | Jonatan Kopelev        | 24,73 |
| 2     | Italien      | Mirco Di Tora          | 24,95 |
| 3     | Israel       | Guy Barnea             | 25,14 |
| 3     | Ungarn       | Richard Bohus          | 25,14 |
| 3     | Frankreich   | Dorian Gandin          | 25,14 |
| 6     | Belarus      | Pawel Sankowitsch      | 25,25 |
| 7     | Norwegen     | Lavrans Solli          | 25,28 |
| 8     | Griechenland | Aristeidis Grigoriadis | 25,46 |

#### 100 Meter Rücken
Finale am 22. Mai:
| Platz | Land         | Athlet                 | Zeit  |
| ----- | ------------ | ---------------------- | ----- |
| 1     | Griechenland | Aristeidis Grigoriadis | 53,86 |
| 2     | Deutschland  | Helge Meeuw            | 54,06 |
| 3     | Israel       | Yakov-Yan Toumarkin    | 54,14 |
| 4     | Ungarn       | Péter Bernek           | 54,47 |
| 5     | Belarus      | Pawel Sankowitsch      | 55,06 |
| 6     | Ukraine      | Olexandr Isakov        | 55,33 |
| 7     | Deutschland  | Felix Wolf             | 55,40 |
| 8     | Portugal     | Pedro Oliveira         | 55,90 |

#### 200 Meter Rücken
Finale am 26. Mai:
| Platz | Land        | Athlet              | Zeit         |
| ----- | ----------- | ------------------- | ------------ |
| 1     | Polen       | Radosław Kawęcki    | 1:55,28 (CR) |
| 2     | Ungarn      | Péter Bernek        | 1:55,88      |
| 3     | Israel      | Yakov-Yan Toumarkin | 1:57,35      |
| 4     | Italien     | Sebastiano Ranfagni | 1:57,99      |
| 5     | Deutschland | Yannick Lebherz     | 1:58,39      |
| 5     | Deutschland | Felix Wolf          | 1:58,39      |
| 7     | Frankreich  | Benjamin Stasiulis  | 1:58,55      |
| 8     | Ungarn      | Gábor Balog         | 1:58,74      |

### Brust

#### 50 Meter Brust
Finale am 26. Mai:
| Platz | Land         | Athlet               | Zeit  |
| ----- | ------------ | -------------------- | ----- |
| 1     | Slowenien    | Damir Dugonjič       | 27,32 |
| 2     | Italien      | Fabio Scozzoli       | 27,49 |
| 3     | Griechenland | Panagiotis Samilidis | 27,64 |
| 4     | Italien      | Mattia Pesce         | 27,65 |
| 5     | Slowenien    | Matjaž Markič        | 27,67 |
| 6     | Norwegen     | Aleksander Hetland   | 27,82 |
| 7     | Rumänien     | Dragoș Agache        | 27,84 |
| 8     | Tschechien   | Petr Bartůněk        | 27,89 |

#### 100 Meter Brust
Finale am 22. Mai:
| Platz | Land        | Athlet                 | Zeit    |
| ----- | ----------- | ---------------------- | ------- |
| 1     | Italien     | Fabio Scozzoli         | 1:00,55 |
| 2     | Ukraine     | Walerij Dymo           | 1:00,68 |
| 3     | Italien     | Mattia Pesce           | 1:00,93 |
| 4     | Deutschland | Marco Koch             | 1:00,99 |
| 5     | Russland    | Kirill Strelnikov      | 1:01,12 |
| 6     | Israel      | Imri Ganiel            | 1:01,33 |
| 7     | Slowenien   | Damir Dugonjič         | 1:01,51 |
| 8     | Portugal    | Carlos Esteves Almeida | 1:01,57 |

#### 200 Meter Brust
Finale am 24. Mai:
| Platz | Land         | Athlet              | Zeit         |
| ----- | ------------ | ------------------- | ------------ |
| 1     | Ungarn       | Dániel Gyurta       | 2:08,60 (CR) |
| 2     | Deutschland  | Marco Koch          | 2:09,26      |
| 3     | Griechenland | Panagiotis Samildis | 2:09,72      |
| 4     | Deutschland  | Christian vom Lehn  | 2:10,61      |
| 5     | Italien      | Flavio Bizzarri     | 2:12,47      |
| 6     | Ukraine      | Ihor Boryssyk       | 2:12,51      |
| 7     | Schweiz      | Yannick Käser       | 2:13,23      |
| 8     | Ungarn       | Akos Molnar         | 2:13,33      |

### Schmetterling

#### 50 Meter Schmetterling
Finale am 22. Mai:
| Platz | Land       | Athlet             | Zeit       |
| ----- | ---------- | ------------------ | ---------- |
| 1     | Spanien    | Rafael Muñoz Pérez | 23,16      |
| 2     | Frankreich | Frédérick Bousquet | 23,30      |
| 3     | Belarus    | Jauhen Zurkin      | 23,37 (NR) |
| 4     | Russland   | Nikita Konowalow   | 23,43      |
| 5     | Serbien    | Milorad Čavić      | 23,53      |
| 5     | Ukraine    | Andrij Howorow     | 23,53      |
| 7     | Serbien    | Ivan Lenđer        | 23,68      |
| 8     | Frankreich | Amaury Leveaux     | 23,80      |

#### 100 Meter Schmetterling
Finale am 26. Mai:
| Platz | Land      | Athlet             | Zeit       |
| ----- | --------- | ------------------ | ---------- |
| 1     | Serbien   | Milorad Čavić      | 51,45 (CR) |
| 2     | Ungarn    | László Cseh        | 51,77      |
| 3     | Italien   | Matteo Rivolta     | 52,40      |
| 4     | Serbien   | Ivan Lenđer        | 52,54      |
| 5     | Spanien   | Rafael Muñoz Pérez | 52,71      |
| 6     | Slowenien | Peter Mankoč       | 52,89      |
| 7     | Russland  | Nikita Konowalow   | 52,96      |
| 8     | Ungarn    | Bence Pulai        | 53,04      |

#### 200 Meter Schmetterling
Finale am 24. Mai:
| Platz | Land         | Athlet              | Zeit    |
| ----- | ------------ | ------------------- | ------- |
| 1     | Ungarn       | László Cseh         | 1:54,95 |
| 2     | Ungarn       | Bence Biczó         | 1:55,85 |
| 3     | Griechenland | Ioannis Drymonakos  | 1:56,48 |
| 4     | Österreich   | Dinko Jukić         | 1:56,53 |
| 5     | Serbien      | Velimir Stjepanović | 1:57,06 |
| 6     | Italien      | Francesco Pavone    | 1:57,07 |
| 7     | Frankreich   | Jordan Coelho       | 1:58,24 |
| 8     | Schweiz      | Alexandre Liess     | 1:59,13 |

### Lagen

#### 200 Meter Lagen
Finale am 23. Mai:
| Platz | Land                   | Athlet              | Zeit         |
| ----- | ---------------------- | ------------------- | ------------ |
| 1     | Ungarn                 | László Cseh         | 1:56,66 (CR) |
| 2     | Vereinigtes Königreich | James Goddard       | 1:57,84      |
| 3     | Österreich             | Markus Rogan        | 1:59,39      |
| 4     | Israel                 | Gal Nevo            | 1:59,74      |
| 5     | Schweden               | Simon Sjödin        | 2:00,70      |
| 6     | Ungarn                 | Dávid Verrasztó     | 2:01,70      |
| 7     | Litauen                | Vytautas Janušaitis | 2:02,08      |
| 8     | Italien                | Federico Turrini    | 2:02,50      |

#### 400 Meter Lagen
Finale am 27. Mai:
| Platz | Land         | Athlet             | Zeit    |
| ----- | ------------ | ------------------ | ------- |
| 1     | Ungarn       | László Cseh        | 4:12,17 |
| 2     | Ungarn       | Dávid Verrasztó    | 4:14,23 |
| 3     | Griechenland | Ioannis Drymonakos | 4:14,41 |
| 4     | Israel       | Gal Nevo           | 4:16,14 |
| 5     | Italien      | Luca Marin         | 4:16,46 |
| 6     | Polen        | Łukasz Wójt        | 4:17,36 |
| 7     | Belgien      | Ward Bauwens       | 4;18,47 |
| 8     | Ukraine      | Maksym Schemberew  | 4:19,24 |

### Staffel

#### 4 × 100 Meter Freistil
Finale am 21. Mai:
| Platz | Land        | Athleten                                                                     | Zeit         |
| ----- | ----------- | ---------------------------------------------------------------------------- | ------------ |
| 1     | Frankreich  | Amaury Leveaux, Alain Bernard, Frédérick Bousquet, Jérémy Stravius           | 3:13,55      |
| 2     | Italien     | Andrea Rolla, Marco Orsi, Michele Santucci, Filippo Magnini                  | 3:14,71      |
| 3     | Russland    | Witali Syrnikow, Oleg Tichobajew, Nikita Konowalow, Wjatscheslaw Andrussenko | 3:15,13      |
| 4     | Belgien     | Emmanuel Vanluchene, Jasper Aerents, Dieter Dekoninck, Pieter Timmers        | 3:15,34 (NR) |
| 5     | Schweden    | Stefan Nystrand, Petter Stymne, Lars Frölander, Mattias Carlsson             | 3:17,12      |
| 6     | Ungarn      | Dominik Kozma, László Cseh, Péter Bernek, Krisztián Takács                   | 3:17,23 (NR) |
| 7     | Deutschland | Christoph Fildebrandt, Markus Deibler, Dimitri Colupaev, Marco di Carli      | 3:17,55      |
| 8     | Schweiz     | Dominik Meichtry, Flori Lang, Daniel Rast, Aurelien Kuenzi                   | 3:20,00      |

#### 4 × 200 Meter Freistil
Finale am 26. Mai:
| Platz | Land        | Athleten                                                                     | Zeit         |
| ----- | ----------- | ---------------------------------------------------------------------------- | ------------ |
| 1     | Deutschland | Paul Biedermann, Dimitri Colupaev, Clemens Rapp, Tim Wallburger              | 7:09,17      |
| 2     | Italien     | Gianluca Maglia, Riccardo Maestri, Samuel Pizzetti, Filippo Magnini          | 7:13,10      |
| 3     | Ungarn      | Dominik Kozma, Gergő Kis, Péter Bernek, László Cseh                          | 7:13,60      |
| 4     | Belgien     | Dieter Dekoninck, Glenn Surgeloose, Louis Croenen, Pieter Timmers            | 7:15,58 (NR) |
| 5     | Österreich  | David Brandl, Markus Rogan, Christian Scherübl, Dinko Jukić                  | 7:19,32      |
| 6     | Russland    | Wjatscheslaw Andrussenko, Pavel Medvetskiy, Alexander Selin, Jewgeni Kulikow | 7:19,45      |
| 7     | Serbien     | Đorđe Marković, Stefan Šorak, Velimir Stjepanović, Radovan Siljevski         | 7:20,20      |
| 8     | Schweiz     | David Karasek, Dominik Meichtry, Alexandre Liess, Jean-Baptiste Febo         | 7:22,30 (NR) |

#### 4 × 100 Meter Lagen
Finale am 27. Mai:
| Platz | Land         | Athleten                                                                              | Zeit         |
| ----- | ------------ | ------------------------------------------------------------------------------------- | ------------ |
| 1     | Italien      | Mirco Di Tora, Fabio Scozzoli, Matteo Rivolta, Filippo Magnini                        | 3:32,80 (NR) |
| 2     | Deutschland  | Helge Meeuw, Christian vom Lehn, Steffen Deibler, Marco di Carli                      | 3:34,41      |
| 3     | Ungarn       | Péter Bernek, Dániel Gyurta, László Cseh, Dominik Kozma                               | 3:34,57 (NR) |
| 4     | Frankreich   | Benjamin Stasiulis, Hugues Duboscq, Romain Sassot, Alain Bernard                      | 3:35,41      |
| 5     | Russland     | Vitaly Borisov, Kirill Strelnikov, Nikita Konowalow, Witali Syrnikow                  | 3:36,01      |
| 6     | Griechenland | Aristeidis Grigoriadis, Panagiotis Samildis, Stefanos Dimitriadis, Kristian Gkolomeev | 3:37,24      |
| 7     | Israel       | Yakov-Yan Toumarkin, Imri Ganiel, Alon Mandel, Nimrod Shapira Bar-Or                  | 3:37,77      |
| 8     | Belarus      | Pawel Sankowitsch, Wiktar Wabischtschewitsch, Jauhen Zurkin, Arseni Kukharau          | 3:41,17      |

## Ergebnisse – Frauen

### Freistil

#### 50 Meter Freistil
Finale am 27. Mai:
| Platz | Land         | Athlet                  | Zeit       |
| ----- | ------------ | ----------------------- | ---------- |
| 1     | Deutschland  | Britta Steffen          | 24,37      |
| 2     | Niederlande  | Hinkelien Schreuder     | 24,78      |
| 3     | Griechenland | Nery-Mantey Niangkouara | 24,93      |
| 4     | Estland      | Triin Aljand            | 25,01 (NR) |
| 5     | Griechenland | Theodora Drakou         | 25,05      |
| 6     | Belarus      | Swjatlana Chachlowa     | 25,12      |
| 7     | Frankreich   | Anna Santamans          | 25,26      |
| 8     | Island       | Sarah Blake Bateman     | 25,38      |

#### 100 Meter Freistil
Finale am 23. Mai:
| Platz | Land         | Athlet                  | Zeit  |
| ----- | ------------ | ----------------------- | ----- |
| 1     | Schweden     | Sarah Sjöström          | 53,61 |
| 2     | Deutschland  | Britta Steffen          | 54,15 |
| 3     | Deutschland  | Daniela Schreiber       | 54,41 |
| 4     | Italien      | Alice Mizzau            | 55,03 |
| 5     | Griechenland | Nery-Mantey Niangkouara | 55,17 |
| 6     | Schweden     | Gabriella Fagundez      | 55,51 |
| 7     | Finnland     | Hanna-Maria Seppälä     | 55,68 |
| 8     | Serbien      | Miroslava Najdanovski   | 56,31 |

#### 200 Meter Freistil
Finale am 26. Mai:
| Platz | Land        | Athlet                   | Zeit    |
| ----- | ----------- | ------------------------ | ------- |
| 1     | Italien     | Federica Pellegrini      | 1:56,76 |
| 2     | Deutschland | Silke Lippok             | 1:58,19 |
| 3     | Frankreich  | Ophélie-Cyrielle Étienne | 1:58,23 |
| 4     | Italien     | Alice Mizzau             | 1:58,39 |
| 5     | Slowenien   | Sara Isakovič            | 1:58,90 |
| 6     | Spanien     | Patricia Castro Ortega   | 1:59,39 |
| 7     | Ungarn      | Ágnes Mutina             | 1:59,87 |
| 8     | Ungarn      | Evelyn Verrasztó         | 2:00,06 |

#### 400 Meter Freistil
Finale am 27. Mai:
| Platz | Land       | Athlet                   | Zeit    |
| ----- | ---------- | ------------------------ | ------- |
| 1     | Frankreich | Coralie Balmy            | 4:05,31 |
| 2     | Spanien    | Mireia Belmonte          | 4:05,45 |
| 3     | Frankreich | Ophélie-Cyrielle Étienne | 4:07,47 |
| 4     | Ungarn     | Éva Risztov              | 4:07,72 |
| 5     | Ungarn     | Boglárka Kapás           | 4:08,73 |
| 6     | Rumänien   | Camelia Potec            | 4:08,91 |
| 7     | Italien    | Martina de Memme         | 4:10,82 |
| 8     | Italien    | Alice Nesti              | 4:11,13 |

#### 800 Meter Freistil
Finale am 24. Mai:
| Platz | Land          | Athlet               | Zeit    |
| ----- | ------------- | -------------------- | ------- |
| 1     | Ungarn        | Boglárka Kapás       | 8:26,49 |
| 2     | Frankreich    | Coralie Balmy        | 8:27,79 |
| 3     | Ungarn        | Éva Risztov          | 8:27,87 |
| 4     | Spanien       | Erika Villaécija     | 8:29,21 |
| 5     | Spanien       | Melanie Costa Schmid | 8:29,71 |
| 6     | Rumänien      | Camelia Potec        | 8:37,01 |
| 7     | Liechtenstein | Julia Hassler        | 8:38,18 |
| 8     | Italien       | Martina de Memme     | 8:38,86 |

#### 1500 Meter Freistil
Finale am 26. Mai:
| Platz | Land          | Athlet            | Zeit     |
| ----- | ------------- | ----------------- | -------- |
| 1     | Spanien       | Mireia Belmonte   | 16:05,34 |
| 2     | Ungarn        | Éva Risztov       | 16:10,04 |
| 3     | Spanien       | Erika Villaécija  | 16:15,85 |
| 4     | Rumänien      | Camelia Potec     | 16:17,88 |
| 5     | Liechtenstein | Julia Hassler     | 16:31,66 |
| 6     | Griechenland  | Marianna Lymberta | 16:36,97 |
| 7     | Griechenland  | Theodora Giareni  | 17:01,57 |
| 8     | Polen         | Donata Kilijanska | 17:08,51 |

### Rücken

#### 50 Meter Rücken
Finale am 26. Mai:
| Platz | Land        | Athlet             | Zeit  |
| ----- | ----------- | ------------------ | ----- |
| 1     | Spanien     | Mercedes Peris     | 28,25 |
| 2     | Italien     | Arianna Barbieri   | 28,31 |
| 2     | Kroatien    | Sanja Jovanović    | 28,31 |
| 4     | Deutschland | Jenny Mensing      | 28,36 |
| 5     | Italien     | Carlotta Zofkova   | 28,72 |
| 6     | Tschechien  | Simona Baumrtová   | 28,75 |
| 7     | Polen       | Klaudia Naziębło   | 28,93 |
| 8     | Bulgarien   | Ekaterina Awramowa | 29,09 |

#### 100 Meter Rücken
Finale am 24. Mai:
| Platz | Land        | Athlet               | Zeit    |
| ----- | ----------- | -------------------- | ------- |
| 1     | Deutschland | Jenny Mensing        | 1:00,08 |
| 2     | Italien     | Arianna Barbieri     | 1:00,54 |
| 3     | Tschechien  | Simona Baumrtová     | 1:00,57 |
| 4     | Ukraine     | Daryna Sewina        | 1:00,59 |
| 5     | Spanien     | Duane da Rocha Marce | 1:00.89 |
| 6     | Italien     | Carlotta Zofkova     | 1:01,01 |
| 7     | Bulgarien   | Ekaterina Awramowa   | 1:01,48 |
| 8     | Frankreich  | Cloe Credeville      | 1:01,54 |

#### 200 Meter Rücken
Finale am 22. Mai:
| Platz | Land        | Athlet               | Zeit         |
| ----- | ----------- | -------------------- | ------------ |
| 1     | Frankreich  | Alexianne Castel     | 2:08,41      |
| 2     | Deutschland | Jenny Mensing        | 2:09,55      |
| 3     | Spanien     | Duane Da Rocha Marce | 2:09,56      |
| 4     | Ukraine     | Daryna Sewina        | 2:09,57      |
| 5     | Irland      | Melanie Nocher       | 2:10,75 (NR) |
| 6     | Tschechien  | Simona Baumrtová     | 2:10,85      |
| 7     | Italien     | Alessia Filippi      | 2:11,20      |
| 8     | Slowenien   | Anja Čarman          | 2:12,51      |

### Brust

#### 50 Meter Brust
Finale am 27. Mai:
| Platz | Land        | Athlet                    | Zeit  |
| ----- | ----------- | ------------------------- | ----- |
| 1     | Tschechien  | Petra Chocová             | 31,25 |
| 2     | Irland      | Sycerika McMahon          | 31,27 |
| 3     | Deutschland | Caroline Ruhnau           | 31,35 |
| 4     | Spanien     | Concepción Badillo        | 31,69 |
| 5     | Russland    | Walentina Artemjewa       | 31,70 |
| 6     | Norwegen    | Katharina Stiberg         | 31,95 |
| 7     | Tschechien  | Martina Moravčíková       | 32,05 |
| 8     | Island      | Hrafnhildur Lúthersdóttir | 32,25 |

#### 100 Meter Brust
Finale am 23. Mai:
| Platz | Land        | Athlet                  | Zeit    |
| ----- | ----------- | ----------------------- | ------- |
| 1     | Deutschland | Sarah Poewe             | 1:07,33 |
| 2     | Schweden    | Jennie Johansson        | 1:07,85 |
| 3     | Spanien     | Marina García Urzainqui | 1:07,91 |
| 4     | Deutschland | Caroline Ruhnau         | 1:07,95 |
| 5     | Irland      | Sycerika McMahon        | 1:08,72 |
| 6     | Spanien     | Concepción Badillo      | 1:08,76 |
| 7     | Italien     | Chiara Boggiatto        | 1:08,82 |
| 8     | Tschechien  | Martina Moravčíková     | 1:08,87 |

#### 200 Meter Brust
Finale am 25. Mai:
| Platz | Land        | Athlet                    | Zeit    |
| ----- | ----------- | ------------------------- | ------- |
| 1     | Norwegen    | Sara Nordenstam           | 2:26,91 |
| 2     | Russland    | Irina Novikova            | 2:27,25 |
| 3     | Deutschland | Sarah Poewe               | 2:27,80 |
| 4     | Schweden    | Joline Höstman            | 2:27,87 |
| 5     | Island      | Hrafnhildur Lúthersdóttir | 2:27,92 |
| 6     | Serbien     | Nađa Higl                 | 2:28,24 |
| 7     | Ukraine     | Hanna Dserkal             | 2:28,37 |
| 8     | Belgien     | Fanny Lecluyse            | 2:30,12 |

### Schmetterling

#### 50 Meter Schmetterling
Finale am 22. Mai:
| Platz | Land         | Athlet           | Zeit       |
| ----- | ------------ | ---------------- | ---------- |
| 1     | Schweden     | Sarah Sjöström   | 25,64      |
| 2     | Estland      | Triin Aljand     | 25,92 (NR) |
| 3     | Norwegen     | Ingvild Snildal  | 26,12      |
| 4     | Polen        | Anna Dowgiert    | 26,38      |
| 5     | Italien      | Silvia Di Pietro | 26,44      |
| 6     | Griechenland | Kristel Vourna   | 26,52      |
| 7     | Italien      | Ilaria Bianchi   | 26,55      |
| 8     | Israel       | Amit Ivry        | 26,77      |

#### 100 Meter Schmetterling
Finale am 25. Mai:
| Platz | Land         | Athlet            | Zeit  |
| ----- | ------------ | ----------------- | ----- |
| 1     | Norwegen     | Ingvild Snildal   | 58,04 |
| 2     | Schweden     | Martina Granström | 58,07 |
| 3     | Israel       | Amit Ivry         | 58,78 |
| 4     | Italien      | Silvia Di Pietro  | 58,95 |
| 5     | Griechenland | Kristel Vourna    | 58,98 |
| 6     | Ungarn       | Zsuzsanna Jakabos | 59,06 |
| 7     | Slowakei     | Denisa Smolenová  | 59,24 |
| 8     | Ungarn       | Liliána Szilágyi  | 59,76 |

#### 200 Meter Schmetterling
Finale am 27. Mai:
| Platz | Land        | Athlet                 | Zeit    |
| ----- | ----------- | ---------------------- | ------- |
| 1     | Ungarn      | Katinka Hosszú         | 2:07,28 |
| 2     | Ungarn      | Zsuzsanna Jakabos      | 2:07,68 |
| 3     | Schweden    | Martina Granström      | 2:08,22 |
| 4     | Spanien     | Mireia Belmonte García | 2:08,91 |
| 5     | Deutschland | Franziska Hentke       | 2:09,01 |
| 6     | Spanien     | Judit Ignacio Sorribes | 2:09,14 |
| 7     | Slowakei    | Denisa Smolenová       | 2:10,70 |
| 8     | Schweiz     | Martina van Berkel     | 2:11,96 |

### Lagen

#### 200 Meter Lagen
Finale am 24. Mai:
| Platz | Land                   | Athlet               | Zeit    |
| ----- | ---------------------- | -------------------- | ------- |
| 1     | Ungarn                 | Katinka Hosszú       | 2:10,84 |
| 2     | Vereinigtes Königreich | Sophie Allen         | 2:11,49 |
| 3     | Ungarn                 | Evelyn Verrasztó     | 2:11,63 |
| 4     | Deutschland            | Theresa Michalak     | 2:12,26 |
| 5     | Schweden               | Stina Gardell        | 2:12,29 |
| 6     | Ukraine                | Hanna Dserkal        | 2:12,33 |
| 7     | Deutschland            | Alexandra Wenk       | 2:12,95 |
|       | Spanien                | Beatriz Gómez Cortés | DNS     |

#### 400 Meter Lagen
Finale am 21. Mai:
| Platz | Land       | Athlet            | Zeit         |
| ----- | ---------- | ----------------- | ------------ |
| 1     | Ungarn     | Katinka Hosszú    | 4:33,76      |
| 2     | Ungarn     | Zsuzsanna Jakabos | 4:35,68      |
| 3     | Tschechien | Barbora Závadová  | 4:38,07      |
| 4     | Schweden   | Stina Gardell     | 4:38,46 (NR) |
| 5     | Slowenien  | Anja Klinar       | 4:42,00      |
| 6     | Italien    | Stefania Pirozzi  | 4:42,72      |
| 7     | Italien    | Alessia Polieri   | 4:48,72      |
| 8     | Frankreich | Lara Grangeon     | 4:53,98      |

### Staffel

#### 4 × 100 Meter Freistil
Finale am 21. Mai:
| Platz | Land         | Athleten                                                                              | Zeit         |
| ----- | ------------ | ------------------------------------------------------------------------------------- | ------------ |
| 1     | Deutschland  | Britta Steffen, Silke Lippok, Lisa Vitting, Daniela Schreiber                         | 3:37,98      |
| 2     | Schweden     | Ida Marko-Varga, Michelle Coleman, Sarah Sjöström, Gabriella Fagundez                 | 3:38,40      |
| 3     | Italien      | Alice Mizzau, Federica Pellegrini, Erica Buratto, Erika Ferraioli                     | 3:39,84 (NR) |
| 4     | Ungarn       | Katinka Hosszú, Ágnes Mutina, Zsuzsanna Jakabos, Evelyn Verrasztó                     | 3:41,36      |
| 5     | Griechenland | Theodora Drakou, Theodora Giareni, Nery-Mantey Niangkouara, Kristel Vourna            | 3:42,09 (NR) |
| 6     | Norwegen     | Henriette Brekke, Cecilie Johannessen, Monica Johannessen, Ingvild Snildal            | 3:45,13      |
| 7     | Belarus      | Swjatlana Chachlowa, Aksana Dsjamidawa, Julija Chitraja, Yana Parakhouskaya           | 3:45,67      |
| 8     | Island       | Sarah Blake Bateman, Eva Hannesdóttir, Ingibjörg Jónsdóttir, Ragnheiður Ragnarsdóttir | 3:47,39 (NR) |

#### 4 × 200 Meter Freistil
Finale am 24. Mai:
| Platz | Land        | Athleten                                                                                | Zeit    |
| ----- | ----------- | --------------------------------------------------------------------------------------- | ------- |
| 1     | Italien     | Alice Mizzau, Alice Nesti, Diletta Carli, Federica Pellegrini                           | 7:52,90 |
| 2     | Ungarn      | Zsuzsanna Jakabos, Evelyn Verrasztó, Ágnes Mutina, Katinka Hosszú                       | 7:54,70 |
| 3     | Slowenien   | Sara Isakovič, Anja Klinar, Ursa Bezan, Mojca Sagmeister                                | 7:59,73 |
| 4     | Deutschland | Silke Lippok, Theresa Michalak, Alexandra Wenk, Daniela Schreiber                       | 8:00,55 |
| 5     | Österreich  | Jördis Steinegger, Lisa Zaiser, Birgit Koschischek, Uschi Halbreiner                    | 8:09,13 |
| 6     | Irland      | Sycerika McMahon, Melanie Nocher, Bethany Carson, Nuala Murphy                          | 8:09,15 |
| 7     | Ukraine     | Iryna Glavnyk, Hanna Dserkal, Darja Stepanjuk, Daryna Sewina                            | 8:11,44 |
| 8     | Spanien     | Melania Costa Schmid, Patricia Castro Ortega, Lydia Morant Varo, Mireia Belmonte García | DSQ     |

#### 4 × 100 Meter Lagen
Finale am 27. Mai:
| Platz | Land        | Athleten                                                                                  | Zeit         |
| ----- | ----------- | ----------------------------------------------------------------------------------------- | ------------ |
| 1     | Deutschland | Jenny Mensing, Sarah Poewe, Alexandra Wenk, Britta Steffen                                | 3:58,43 (CR) |
| 2     | Italien     | Arianna Barbieri, Ilaria Bianchi, Chiara Boggiatto, Alice Mizzau                          | 4:01,92 (NR) |
| 3     | Schweden    | Therese Svendsen, Joline Höstman, Martina Granström, Nathalie Lindborg                    | 4:05,58      |
| 4     | Island      | Eygló Ósk Gústafsdóttir, Hrafnhildur Lúthersdóttir, Sarah Blake Bateman, Eva Hannesdóttir | 4:06,64 (NR) |
| 5     | Spanien     | Mercedes Peris, Concepción Badillo, Judit Ignacio Sorribes, Patricia Castro Ortega        | 4:06,78      |
| 6     | Ungarn      | Evelyn Verrasztó, Anna Sztankovics, Zsuzsanna Jakabos, Katinka Hosszú                     | 4:07,19      |
| 7     | Finnland    | Anni Alitalo, Jenna Laukkanen, Emilia Pikkarainen, Hanna-Maria Seppälä                    | 4:07,55 (NR) |
| 8     | Türkei      | Hazal Sarikaya, Dilara Buse Günaydın, Ayse Ezgi Yazici, Burcu Dolunay                     | 4:07,56 (NR) |

## Abkürzungen
- CR = Championship Record (schnellste jemals bei Europameisterschaften geschwommene Zeit)
- DNS = Did not start (nicht angetreten)
- DSQ = Disqualifiziert
- NR = Nationaler Rekord

## Berichterstattung
In Deutschland berichteten im Wechsel die Fernsehsender ARD und ZDF von den Schwimmeuropameisterschaften. Außerdem wurden die Wettbewerbe von Eurosport übertragen.